# Harriet Sundström
Harriet Sundström, född 23 december 1872 i Jakob och Johannes församling i Stockholm, död 28 april 1961 i Klara församling i Stockholm, var en svensk konstnär.

## Biografi
Harriet Sundström studerade i Stockholm, Paris och München, samt för Anders Zorn. Hon var medlem i konstnärsgruppen De Frie och tillsammans med Artur Sahlén och Carl O. Petersen initiativtagere och mångårig sekreterare i Föreningen Original-Träsnitt som bildades 1912. Hon var vice ordförande i Grafiska Sällskapet 1928–1937.
Sundströms grafiska blad, som är sparsamma på detaljer och stramt komponerade, återger främst djurmotiv.  Sundström finns representerad vid bland annat Norrköpings konstmuseum, Nationalmuseum  och Moderna museet i Stockholm.
Sundström var dotter till ornitologen Carl Rudolf Sundström och Lilly Sundström, båda journalister och lärare, samt yngre syster till politikern Ellen Ammann. Harriet Sundström är begravd på Katolska kyrkogården i Stockholm.